# دانسية بيضاوية
دانسية بيضاوية (الاسم العلمي:Dansiea elliptica) هو نوع نباتي يتبع جنس الدانسية من الفصيلة القمبريطية.